# Erik Gustaf Folcker

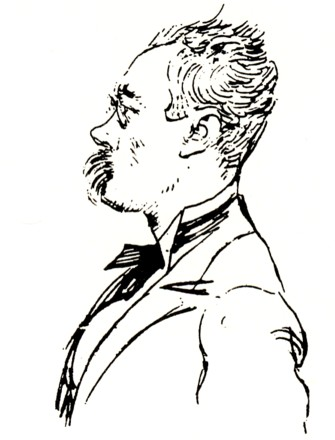
Erik G. Folcker, etsning av Carl Larsson 1898.

Erik Gustaf Folcker, född 18 augusti 1858 på Stockholm, död 17 juli 1926 i Djursholm, var en svensk museiman och estet. Han var expert på konsthantverk och drivande kraft i Svenska Slöjdföreningen.

## Utbildning
Folckers far Gustaf Robert Leonhhard Folcker, farbror Gustaf Theodor Folcker och farfar Gustaf Folcker var guldsmeder. Efter studentexamen i Stockholm skrevs Erik Gustaf Folcker in vid Uppsala universitet där han läste humaniora och tog en fil kand 1886. Under 1880-talet ägnade han sig parallellt med studierna åt översättningsverksamhet. Från engelskan översatte han några romaner, av bland andra Henry James och William Thackeray. Samma år som han avslutade sina studier fick han anställning vid Nationalmuseum i Stockholm.

## Liv och verk

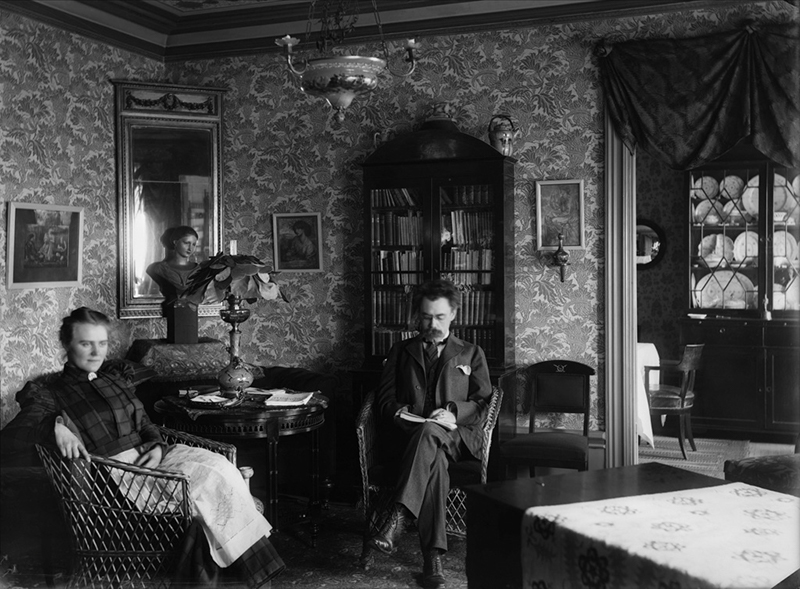
Erik och Gerda Folcker i sitt hem på Norra Blasieholmshamnen 13, omkring 1900.

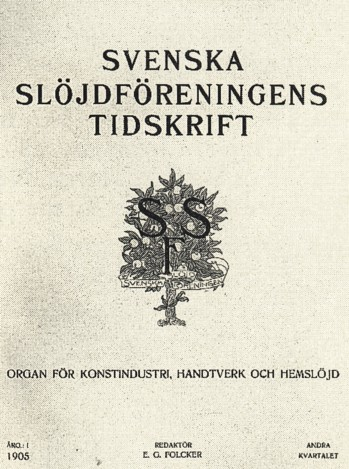

Till att börja med arbetade han som amanuens vid museets gravyravdelning. 1887 medverkade han i bildandet av Föreningen för Grafisk konst, och han förblev dess sekreterare till 1905. 1905 startade han Svenska Slöjdföreningens Tidskrift, vars redaktör han var till 1912. Han stod även bakom Slöjdföreningens nyorientering mot en mera ändamålsenlig formgivning av vardagsföremål och möbler. Folcker var anställd vid Nationalmuseum under hela sin yrkesverksamhet. Från 1907 tjänstgjorde han på avdelningen från konsthantverk. 1913 blev han intendent, och 1919 efterträdde han konstnären Richard Bergh (1858–1919) som chef för museet. Chefsposten innehade han till sin pensionering år 1925.
Sommaren 1891 gjorde han sin första av många resor till England. Han sammanträffade med, och inspirerades av, bland andra William Morris och Walter Crane. 
Folcker blev medlem i Svenska Slöjdföreningen år 1889 och 1895 utnämndes han till föreningens sekreterare. Från 1896 var han redaktör för "Meddelanden". Som redaktör och sekreterare hade ett betydande inflytande över föreningens verksamhet och inriktning.
Folcker hade ett internationellt rykte som expert på konsthantverk, och han deltog några gånger som juryman i internationella utställningar. Bland annat satt han i juryn för textilavdelningen under världsutställningen i Paris år 1900.  Han tog också själv initiativ flera utställningar, till exempel den första manifestationen av moderna möbler i Sverige 1899. Han var dessutom huvudansvarig för 1909 års konstindustriutställning i Stockholm.
Utöver artiklar i SSF:s regi skrev Folcker flera gånger under 1890-talet i Ord och Bild och dessutom en lång artikelserie om ett hems möblering i Idun. För övrigt publicerade han en beskrivning av Gripsholms slott.
Under sina första resor i England hade Folcker fått idén att starta en kommissionshandel för konstindustriella produkter från England. Genom ett större arv 1891 kunde planerna realiseras. Tillsammans med sin yngre bror Daniel startade han en butik under namnet Sub Rosa. Företaget blev ganska kortvarigt, under tre års tid sålde bröderna Folcker tapeter, tyger, möbler och keramik från England till den svenska överklassen. Flertalet av kunderna tillhörde Stockholms kulturelit, bland dem fanns kungaparet, prins Eugen, Ellen Key, Ragnar Östberg, Albert Bonnier och Oscar Levertin för att bara nämna några. Folcker gifte sig år 1897 med den 18 år yngre Gerda Miller som varit biträde i butiken Sub Rosa. Tre år senare flyttade de till en villa i Djursholm - ritad av Lars Israel Wahlman - vilken inreddes utifrån Folckers ideal. Då han blev intendent på Nationalmuseum 1913 avsade han sig sina uppdrag för SSF. Året efter sin pensionering avled Folcker, 67 år gammal.

## Inflytande
Perioden runt sekelskiftet var viktig både kulturellt och politiskt, då den förebådade modernismens genombrott på flera områden. Under denna tid spelade Folcker och Svenska slöjdföreningen vad gäller konsthantverkets, möbelkonstens och heminredningens utveckling en inte obetydlig roll. Med Folcker som föreningens sekreterare och redaktör kom hans estetiska ideal att prägla dess inriktning. 
Folckers estetiska ideal, som huvudsakligen var påverkade av den engelska arts and crafts-rörelsen, karakteriseras av en strävan mot en praktisk och ändamålsenlig, enkel och ärlig brukskonst som motsvarar sin egen tid. Han reagerade mot industriellt massproducerade föremål av dålig kvalitet och mot imitationer av äldre tiders stilar. Han ansåg att hemmet först och främst skall inredas utifrån trevnad och bekvämlighet. Folcker saknade en stark ideologisk grund för sina estetiska ideal. Det sociala och politiska engagemang som kännetecknar andra av tidens estetiska filosofer, som till exempel Ellen Key, finner man inte hos Folcker.